# ニュエイユ＝レゾビエ
ニュエイユ＝レゾビエ （Nueil-les-Aubiers）は、フランス、ヌーヴェル＝アキテーヌ地域圏、ドゥー＝セーヴル県のコミューン。

## 地理
県北部にあり、ブレシュイールの北15キロメートル、ショレの南およそ30キロメートルにある。
コミューンを2つの河川が流れる。中央部を流れるのはシー川、南部を流れるのはアルジャン川である。コミューン北部の平均標高は150メートルで、比較的乾燥しており、数多くの池や湖があるのが特徴である。一方で南側はアルジャン川の谷が特徴である。
コミューン全体がブレシュイレ地方のボカージュに含まれる。野原の小区画は狭く、網目のような生け垣を境界にして分割されている。観察される樹木の種類はカシ、クリ、トネリコである。生け垣もニワトコ、ノバラ、ハリエニシダなど低木で構成されている。

## 歴史
コミューンは2001年3月11日、北のレゾビエと南のニュエイユ・シュル・アルジャンが合併して誕生した。この合併は都市化から30年たっていた。2.25キロメートルしか離れていない、2つのかつての歴史的な町の間には都市的なつながりと同様に、社会的・商業的なコミューンの活動の構造化があった。
レゾビエの村は、モレオンとトゥアールの間を結ぶ道路、ナントとポワティエの間を結ぶローマ街道の交差点で生まれた。ニュエイユ・シュル・アルジャンの村の起源は、特に水車の発展が許されるアルジャン川への近さと結びついている。
コミューンの歴史は1793年4月13日以降、ヴァンデ戦争が跡を残している。レゾビエにおいてアンリ・ド・ラ・ロシュジャクランとヴァンデ軍が勝利したのである。ニュエイユ＝レゾビエからセリゼをつなぐ道路の近く、シェーヴルの森に、記念碑が建てられている。
こうした困難の時代に続いて、19世紀には、2つの町は賢明な経済成長をした。繊維産業が町で発展した。地元ではカーテン製造工場が設置され、12人の労働者たちが働いていた。1850年代にはビジネスが成長し、織り機が52機あったと帳簿に記されている。織工たちが地域へ流入し人口の大部分を占めるようになった。
1880年に鉄道が到来、ブレシュイールとショレ間路線が通り、その後ナントとポワティエ間路線に延長された。しかし鉄道は地場産業に非常に大きな影響を与えることはなく、駅はニュエイユの町寄りに建設された。
2つのコミューンが工業的で重要な発展を経験したのは、第二次世界大戦の後だった。

## 経済
ショレ地域周辺にあたるため、ニュエイユ＝レゾビエは県で最も産業化された地域である。経済計画が伝統的に非常に躍動的で、地場産業の存在が特徴である。地域経済は畜産と食品製造、特に専門的な家禽の分野が高い割合を占めている。美食を提供する会社は地域でほぼ1000人を雇用している。同時に他の職種として、溶接、機械製造、ポリエステル製造、包装があり、従来のビジネスと並行して職人によるものづくりやサービス業がある。合併から10年たっても、繊維産業と製靴業はまだ残っているが、中規模な企業が残っているのみである。コミューンにはコンピューター情報誌Avosmacの出版会社が本社機能を置いている。

## 人口統計
| 2006年 | 2008年 | 2009年 | 2011年 |
| ------ | ------ | ------ | ------ |
| 5327   | 5412   | 5455   | 5507   |

source = Insee : 2006, 2008, 2009

## 姉妹都市
- モンシー・ノートル・ダム、フランス
- アトルバラ、イギリス
- レバ、ブルキナファソ